# Gustaf Eneström
Gustaf Hjalmar Eneström (* 5. September 1852 in Nora; † 10. Juni 1923 in Stockholm) war ein schwedischer Mathematiker, Mathematikhistoriker und Bibliothekar.

## Leben

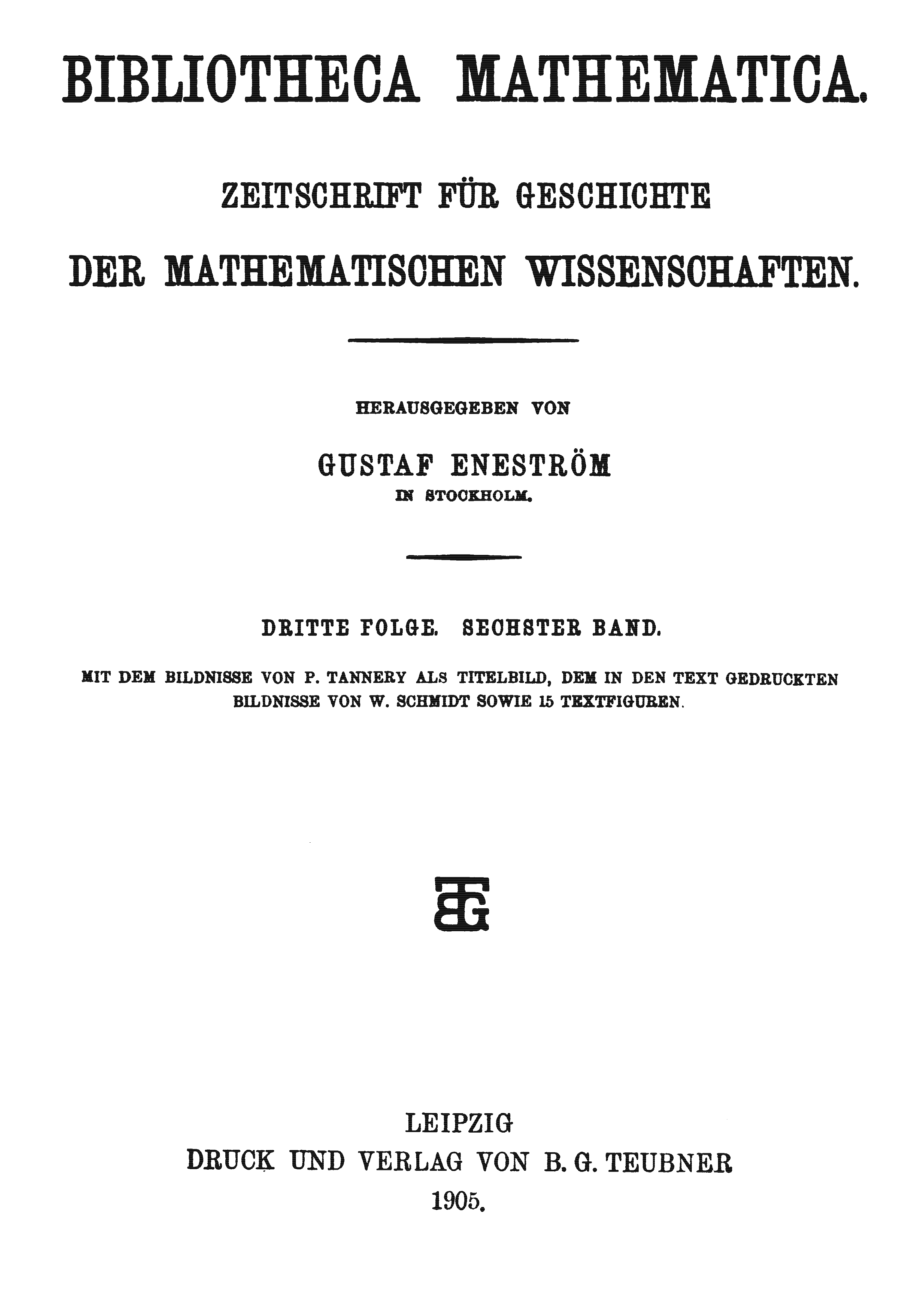

Eneström war der Sohn eines Kohlegrubenbesitzers, ging in Stockholm zur Schule und studierte ab 1870 in Uppsala Mathematik (Abschluss 1871). Danach arbeitete er als Bibliothekar, zuerst am Observatorium Uppsala 1874, dann in der Universitätsbibliothek Uppsala und ab 1879 an der Königlichen Bibliothek zu Stockholm. Ab 1901 war er Bibliothekar an verschiedenen anderen staatlichen Bibliotheken, z. B. an der des Appellationsgerichts.
Er war zu seiner Zeit einer der bedeutendsten Mathematikhistoriker, bekannt durch das „Eneström-Verzeichnis“ der Werke von Leonhard Euler (das 866 Arbeiten auflistet). Er gab auch den Briefwechsel Eulers mit Johann I Bernoulli heraus. Eneström war von 1884 bis 1914 Herausgeber der von ihm gegründeten (und teilweise auf eigene Kosten gedruckten) mathematikgeschichtlichen Zeitschrift „Bibliotheca Mathematica“. Zuerst erschien sie (auf Initiative von Eneström) als Anhang der Acta Mathematica von Gösta Mittag-Leffler, ab 1887 unabhängig. Ab 1899 erschien sie bei Teubner in Leipzig. Sie war eine der wichtigsten mathematikgeschichtlichen Zeitschriften des 19. Jahrhunderts.
Große Teile seiner Arbeitskraft widmete er in seiner Zeitschrift der Kritik von Moritz Cantors Vorlesungen über Geschichte der Mathematik, dem zentralen Werk zur Mathematikgeschichte im 19. Jahrhundert. Die Kritik, obwohl teilweise berechtigt, wurde bei ihm zu einer Art Obsession, die bei seinen Kollegen am Ende zunehmend Befremden auslöste, so dass er eine entsprechende Rubrik in seiner Zeitschrift am Ende überwiegend alleine schrieb. Eneström unterhielt eine ausgedehnte Korrespondenz mit zahlreichen Mathematikhistorikern, sogar mit Moritz Cantor selbst. Mit der zentralen Gestalt der schwedischen Mathematik des 19. Jahrhunderts Mittag-Leffler hatte er später kaum Verbindungen. Seine eigene umfangreiche Bibliothek vermachte er auch nicht dem Mittag-Leffler-Institut, sondern der Universität Stockholm. Sie wird in der Depotbibliothek der schwedischen öffentlichen Bibliotheken in Bålsta aufbewahrt.
Neben zahlreichen Abhandlungen zur Mathematikgeschichte (zuerst 1876 über die Geschichte des Isoperimetrischen Problems im Jahrbuch der Universität Uppsala), meist in seiner Zeitschrift Bibliotheca Mathematica erschienen (und im Jahrbuch über die Fortschritte der Mathematik), veröffentlichte er auch über Versicherungswesen und Statistik. Sōichi Kakeyas Satz über Schranken für die Wurzeln eines Polynoms mit positiven Koeffizienten wurde von ihm schon 1893 veröffentlicht (Kakeya publizierte es 1912).
Eneström heiratete nie. Er war Mitglied der Akademien in Padua, Madrid und der Schweizerischen Naturforschenden Gesellschaft.

## Schriften (Auswahl)
- Schwedische Bibliotheken. In: Zentralblatt für Bibliothekswesen. Jg. 4, 1887, S. 329–334 (online).